# Бамбукова мережа
Бамбукова мережа (кит. трад. 竹网, спр. 竹網, піньїнь zhú wǎng; англ. Bamboo network), або Китаємовна співдружність (кит. трад. 中文英联邦, спр. 中文英聯邦, піньїнь Zhōngwén yīng liánbāng) — система політико-економічних і родинних зв'язків між заморськими китайцями у Південно-Східній Азії, які становлять найвпливовішу економічну силу в регіоні. Перебуває у тісній кооперації з політично-економічними колами КНР.
Назва походить від бамбука, який швидко захоплює незарослі місцевості й витісняє інші рослини.
Протягом XVI—ХХ ст. китайські емігранти сформували етнічні меншини на Філіппінах, у М'янмі, Малайзії, Індонезії, Таїланді, В'єтнамі.
Попри часті погроми від місцевого населення, підприємливі китайці витіснили аборигенів з багатьох сфер бізнесу, насамперед зі сфери обслуговування і комерції, а в Сінгапурі — взагалі захопили владу. Китаємовне населення країн Південно-Східної Азії, зазвичай, найбагатшим, найосвіченішим і найвпливовішим. Ряд дослідників визначають бамбукову мережу не лише як систему, але і як процес китайської беззбройної колонізації регіону.